# Philip Richardson
Philip Richardson (n. 26 ianuarie 1865, Newcastle upon Tyne, Regatul Unit al Marii Britanii și Irlandei – d. 23 noiembrie 1953, Weybridge, Anglia, Regatul Unit) a fost un politician ce a reprezentat Regatul Unit al Marii Britanii și al Irlandei de Nord, medaliat olimpic. A participat la 2 ediții ale Jocurilor Olimpice (1908, 1912) în care a câștigat o medalie de argint.